# Їславед (комуна)
Комуна Їславед (швед. Gislaveds kommun) — адміністративно-територіальна одиниця місцевого самоврядування, що розташована в лені Єнчепінг у південній Швеції.
Їславед 92-а за величиною території комуна Швеції. Адміністративний центр комуни — місто Їславед.

## Населення
Населення становить 28 732 чоловік (станом на вересень 2012 року). 
| Кількість населення комуни Їславед за 1970-2010 роки | Кількість населення комуни Їславед за 1970-2010 роки | Кількість населення комуни Їславед за 1970-2010 роки | Кількість населення комуни Їславед за 1970-2010 роки | Кількість населення комуни Їславед за 1970-2010 роки |
| ---------------------------------------------------- | ---------------------------------------------------- | ---------------------------------------------------- | ---------------------------------------------------- | ---------------------------------------------------- |
| Рік                                                  |                                                      |                                                      | Населення                                            |                                                      |
| 1970                                                 | 1970                                                 |                                                      | 26 231                                               | 26 231                                               |
| 1975                                                 | 1975                                                 |                                                      | 27 570                                               | 27 570                                               |
| 1980                                                 | 1980                                                 |                                                      | 28 483                                               | 28 483                                               |
| 1985                                                 | 1985                                                 |                                                      | 28 448                                               | 28 448                                               |
| 1990                                                 | 1990                                                 |                                                      | 29 238                                               | 29 238                                               |
| 1995                                                 | 1995                                                 |                                                      | 29 841                                               | 29 841                                               |
| 2000                                                 | 2000                                                 |                                                      | 30 407                                               | 30 407                                               |
| 2005                                                 | 2005                                                 |                                                      | 29 489                                               | 29 489                                               |
| 2010                                                 | 2010                                                 |                                                      | 29 111                                               | 29 111                                               |
| Джерело: SCB                                         |                                                      |                                                      |                                                      |                                                      |

## Населені пункти
Комуні підпорядковано 8 міських поселень (tätort) та низка сільських, більші з яких:
- Їславед (Gislaved)
- Андерсторп (Anderstorp)
- Смоландсстенар (Smålandsstenar)
- Гестра (Hestra)
- Рефтеле (Reftele)
- Бурсерид (Burseryd)

## Галерея

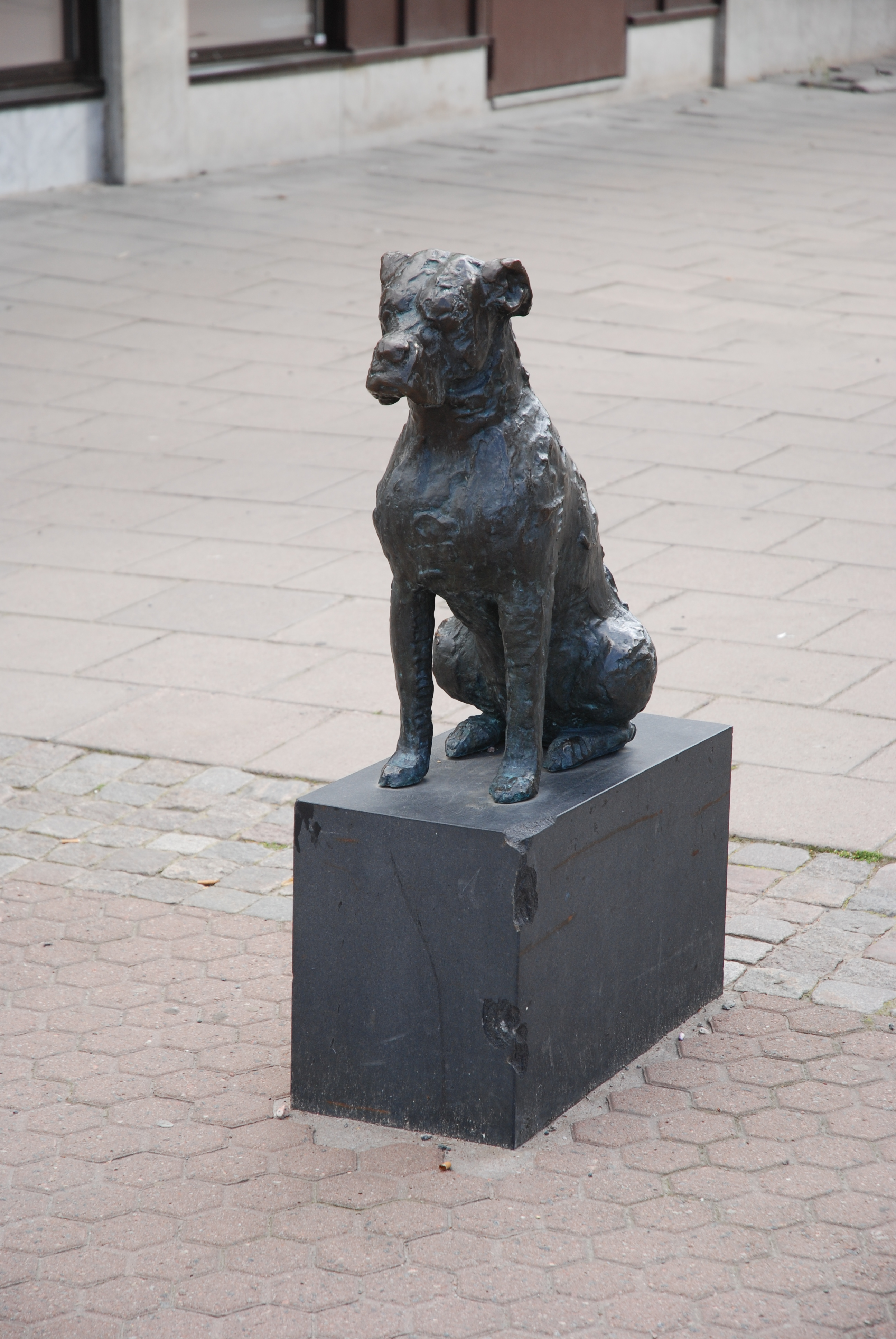
Скульптура Торстена Фріда «Сторожовий пес» (Їславед)
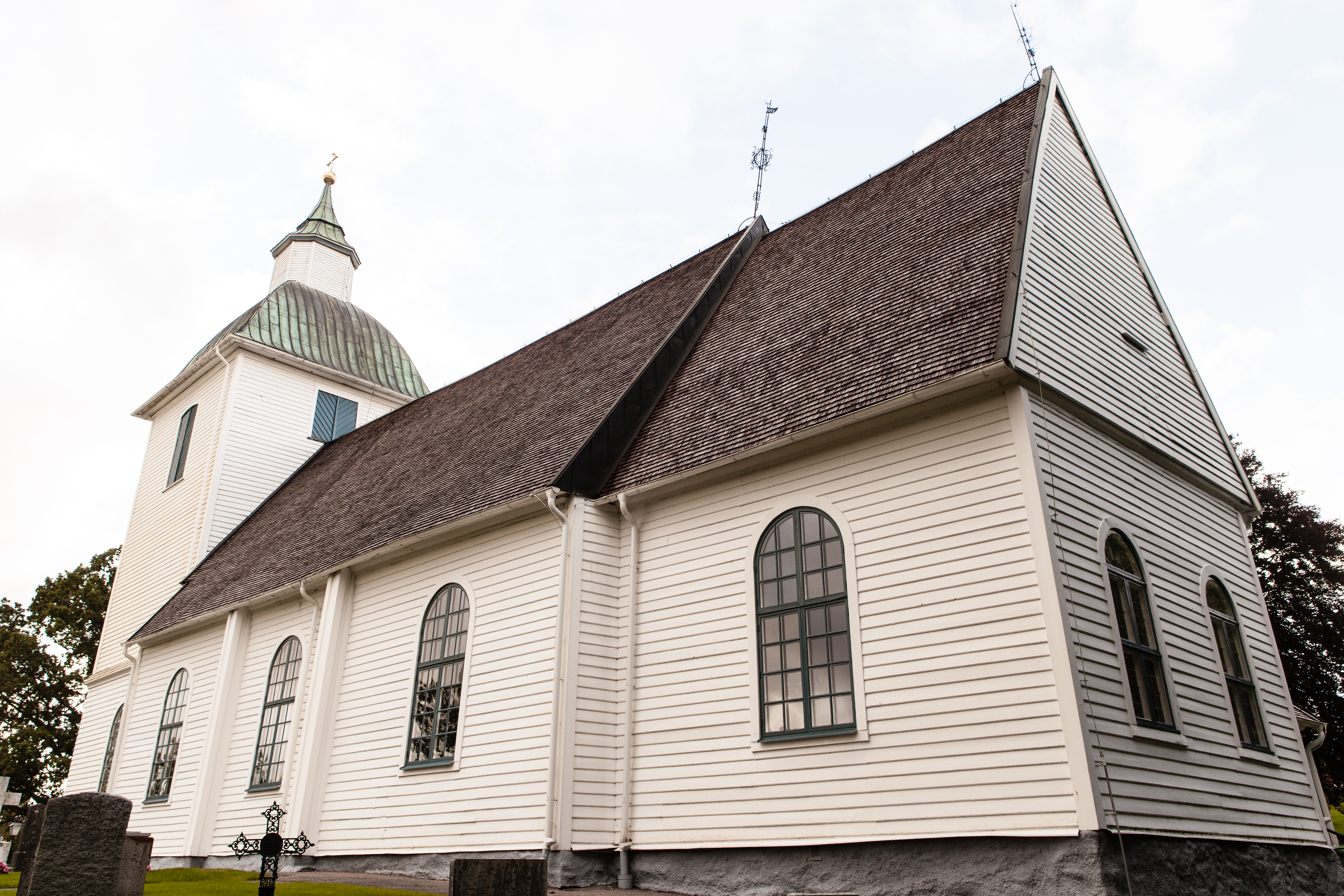
Церква (Бурсерид)
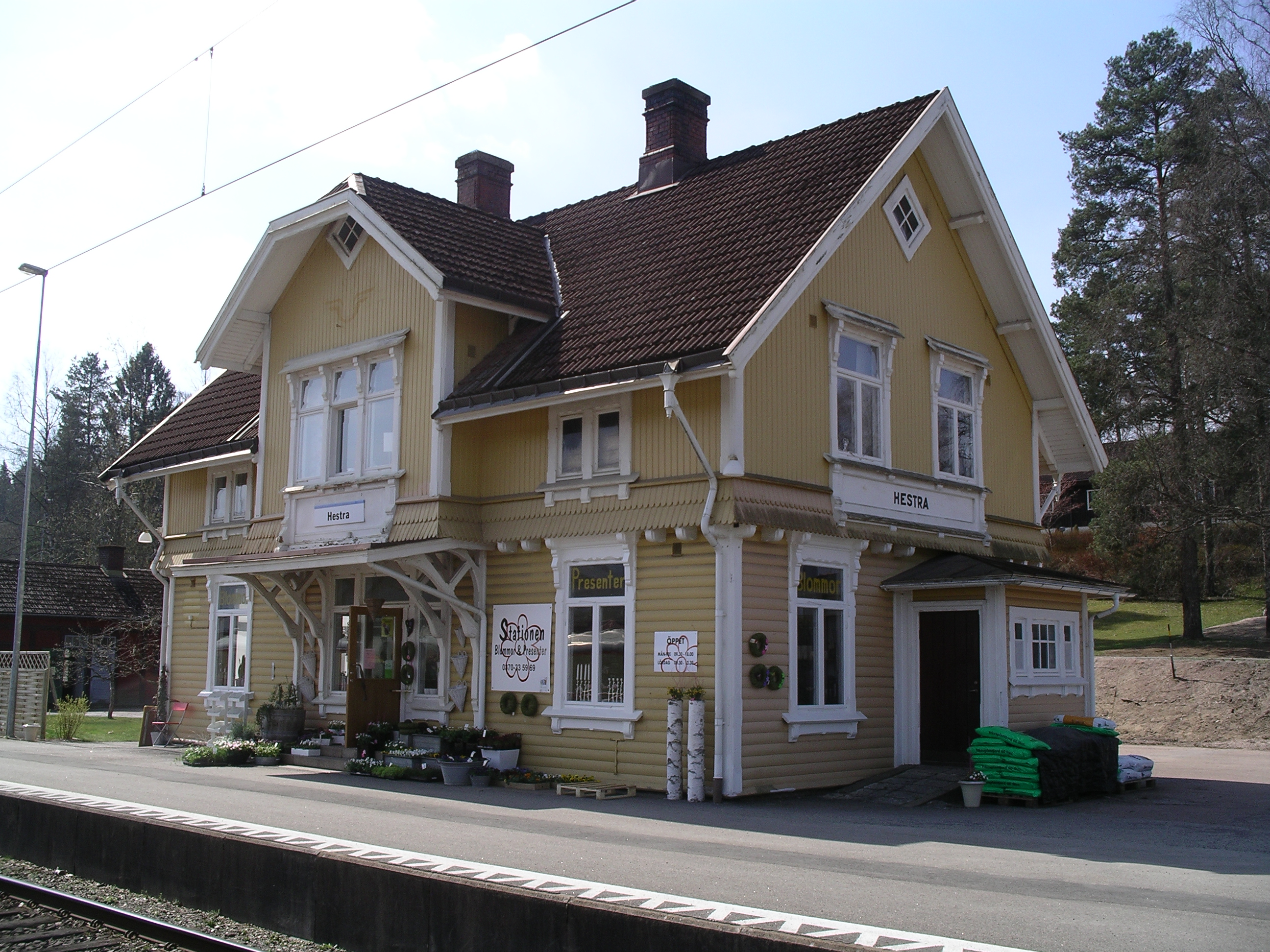
Залізнична станція Гестра
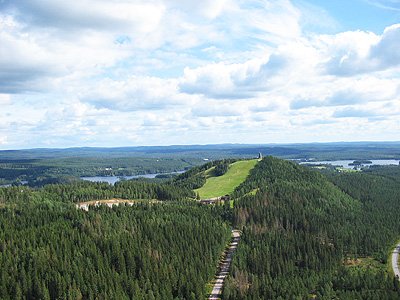
Гора Ісаберґ

## Виноски
1. ↑  Andersson P. Sveriges kommunindelning 1863-1993 — Mjölby: Draking, 1993. — 132 с. — ISBN 978-91-87784-05-7
2. ↑  Folkmangd i riket, lan och kommuner (шв.) . Центральне бюро статистики Швеції. Архів оригіналу за 20 серпня 2013. Процитовано 22 лютого 2013.